# Mistel

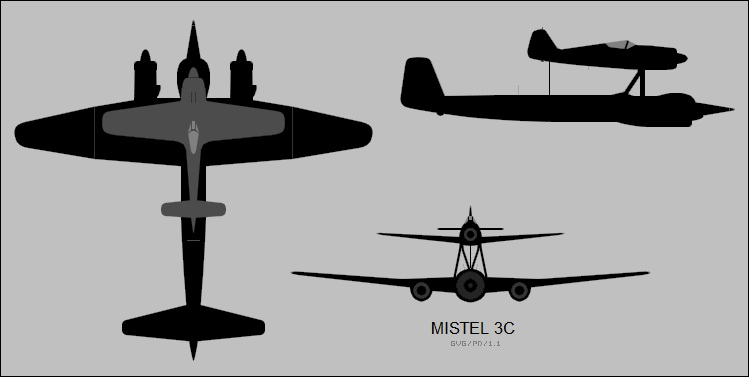
Ju 88 và Fw 190 kết hợp để thành một chiếc "Mistel"

Mistel (tiếng Đức nghĩa là "cây tầm gửi"), hay còn gọi là Beethoven-Gerät (Thiết bị Beethoven) và Vati und Sohn (Cha và Con), là một kiểu máy bay ném bom kết hợp của Luftwaffe vào giai đoạn cuối của Chiến tranh thế giới II.
Mistel ban đầu là một khung thân máy bay ném bom, thường là một biến thể của Junkers Ju 88, sau đó nó được sửa đổi để đặt một máy bay tiêm kích lên trên, liên kết với máy bay ném bom.

## Biến thể
- Mẫu thử Mistel: Ju 88 A-4 và Bf 109 F-4
- Mistel 1: Ju 88 A-4 và Bf 109 F-4
- Mistel S1: Phiên bản huấn luyênh của Mistel 1
- Mistel 2: Ju 88 G-1 và Fw 190 A-8 hoặc F-8
- Mistel S2: Phiên bản huấn luyênh của Mistel 2
- Mistel 3A: Ju 88 A-4 và Fw 190 A-8
- Mistel S3A: Phiên bản huấn luyênh của Mistel 3A
- Mistel 3B: Ju 88 H-4 và Fw 190 A-8
- Mistel 3C: Ju 88 G-10 và Fw 190 F-8
- Mistel Führungsmaschine: Ju 88 A-4/H-4 và Fw 190 A-8
- Mistel 4: Ju 287 và Me 262
- Mistel 5: Arado E.377A và He 162

## Các phương án kết hợp của Mistel

### Đã sử dụng
- Ju 88 A-4/Bf 109 F-4
- Ju 88 A-4/Fw 190 A-8

### Lên kế hoạch để sử dụng
- Ju 88 G-1/Fw 190 A-6
- Ju 88 A-6/Fw 190 A-6
- Ju 88G-1/Fw 190F-8
- Ju 88H-4/Fw 190A-8
- Ju 88H-4/Fw 190F-8

### Kế hoạch trên giấy hoặc đề xuất
- Ju 88 G-7/Ta 152H
- Ta 154/Fw 190
- Ar 234/Fi 103
- Do 217K/DFS 228
- Siebel Si 204/Lippisch DM-1
- Ju 287/Me 262

## Quốc gia sử dụng
Đức Quốc xã
- Luftwaffe